# Barrio Yofre Norte
El barrio Yofre Norte está ubicado en el extremo nordeste de la ciudad de Córdoba en Argentina. Cuenta con un total de 93 manzanas y su población es 7.034 habitantes según el censo 2001. Limita con los barrios Patricios al norte, Yofre Sud al sud, Yofre H al este y al oeste y limita con los barrios Santa Clara de Asís, La Hortensia y parque Montecristo.

## Localización y límites
Yofre Norte tiene una forma trapezoidal, comprende 93 manzanas y cuenta con una superficie de 0,74 kilómetros cuadrados. Limita al norte con la avenida Arturo Capdevilla, al sur con la avenida las Malvinas, al este con la calle Pablo de Mesa y Castro y al oeste con la calle Homero. El trazado del barrio es el de una cuadrícula de cuadras rectangulares de 65-70 metros de ancho por aproximadamente 105 m de largo. Estas cuadras son más alargadas en el sentido norte a sur y están separadas por calles más bien angostas de aproximadamente 6 m de ancho orientadas de norte a sur y de este a oeste. La avenida principal y organizadora del espacio barrial se trazó sobre la ya existente calle pública en el centro del barrio y tiene apenas 2 m más que el resto de las calles.

## 2 Demografía
En 2001 según el censo nacional de población contaba con 7034 habitantes, con un leve predominio de mujeres (53 %). Notablemente la población había descendido un 11 % desde el censo de 1991. Barrio Yofre Norte posee una densidad de 96 habitantes por hectárea lo que equivale a 9.600 habitantes por kilómetro cuadrado. La población es en un 98,6 % argentina, valores muy similares a los porcentajes para la ciudad de Córdoba (98%). La composición etaria de Barrio Yofre Norte indica un alto predominio adulto si se lo compara con similares porcentajes para la ciudad de Córdoba.

### La estancia Bajada de Piedra
Las tierras de Barrio Yofre Norte pertenecieron al Dr. José Augusto Yofre. El mismo las heredó de su padre, Marcelino Felipe Yofre en el año 1892 tras un largo juicio sucesorio. Para esa época las tierras ocupadas por el actual barrio Yofre Norte conformaban una unidad mayor llamada estancia Bajada de Piedra, la cual en 1890 abarcaba más de 800 hectáreas en los entonces afueras de la ciudad de Córdoba. El establecimiento Bajada de Piedra se extendía desde el río Suquía en el Sur, hasta el camino rural con destino a Villa Esquiú al Norte. Tomando como referencias las calles actuales, la estancia habría limitado al este con una calle paralela a la actual avenida de Circunvalación y al oeste su límite serían las calles Rancagua en Barrio Nueva Italia, la calle Filiberto en Barrio Ampliación Pueyrredón y la calle Huertas en el Barrio Bajada de Piedra. En el presente estas tierras cobijan a más de 19 barrios incluyendo a Yofre Norte.

## El Puesto Yofre
Tiempo después de heredar las tierras de su padre José Augusto Yofre construyó una edificación en el centro del barrio que era conocida como “El Puesto” por la familia Yofre, en tanto que los vecinos la llamaban “El Caserón de los Yofre”. Específicamnete el caserón estaba ubicado casi en las adyancencias del actual centro vecinal en la calle Altolaguirre. El puesto Yofre estaba constituido por una pieza, una cocina, una letrina, un dormitorio con chimenea y un salón muy grande (como para recibir visitas), en total habría tenido cerca de 24 metros de largo. Las dimensiones de esta construcción hacen pensar que la misma estaba dedicada a ser vivienda de los puesteros que trabajaban para la familia Yofre, ya sea en tareas de ganadería o fruti hortícolas. Contiguo a la casa pasaba la acequia de “Juan Cruz y Compartes” que recorría el barrio en sentido transversal. En la década de 1950 esta casa paso a manos de dos familias polacas los Dolezko y los KozỈowski sufriendo varias remodelaciones y demoliciones parciales, hasta que finalmente en 2007 lo que quedaba de ella fue demolida totalmente.

## Llegan los quinteros a las adyacencias de Barrio Yofre Norte
Los quinteros comenzaron a instalarse en los alrededores del futuro Barrio Yofre Norte a partir del año 1909 atraídos por la facilidad de riego que proveían los canales y acequias que décadas atrás habían delineado los Ingenieros Dumesnil y Casaffoust. La vía férrea a San Francisco inaugurada en 1888 y la posterior construcción del camino a Monte Cristo facilitarían la circulación de mercaderías y personas visibilizando estos suburbios.
En agosto de 1908 Clara Rosa Yofre, hermana del fundador del barrio, vendió tierras a Andrés Pastorino, Antonio, Virgilio e Isaías Cantarutti y a Adolfo y Antonio Coseani, las mismas estaban localizadas en el actual Barrio Yofre H. Coseanai vendería luego esa quinta a don Agustín Mataloni. También hacia el este se encontraban las quintas de las familias Chiggio, Tarifa y Martos. Por el oeste se instalan las familias Virgolini, Marzo y Vespasiani en los terrenos pertenecientes a Ricardo Yofre. Hacia el sur de la vía férrea ocuparán esos sectores las quintas de las familias Brigo, Di Pasquantonio y Lorenzoni.

### El inicio formal del barrio
Para la segunda década del 1900 el Dr. José Augusto Yofre ofreció al señor Alfredo Meade emprender el camino de transformar estas tierras devenidas en quintas en una urbanización. Alfredo Meade ya grande de edad le propuso a Yofre que su joven hijo, Juan Ángel, se hiciera cargo de la venta y de la administración del loteo. Es así que para el 28 de enero de 1928 se aprobaban los planos del nuevo barrio. En esta época los terrenos al norte del río eran llamados “El Alto”, y poco antes del inicio del loteo la zona de Barrio Yofre Norte era conocida como “El Salvador”. Vendría luego la apertura de calles, la forestación, la energía eléctrica, la construcción de los dos tanques de aprovisionamiento de agua potable ubicados en Wilson al 1700. En ese mismo lugar poco después se concretaría la construcción del edificio dedicado a la venta de terrenos del nuevo barrio, la sede de la administración y posteriormente la vivienda de Juan Ángel Meade.

### El primer loteo
El primer cuadrante del loteo tenía sólo 20 manzanas y estaba limitado al oeste por la calle Homero que era su límite y al Este por una huella de tierra que posteriormente se llamaría Gral. Roca (actual Altolaguirre). Su límite sur era el Camino a Monte Cristo al Sur (actual Av. Las Malvinas) y al norte habría llegado hasta la actual calle Villacorta y Ocaña. Esta primera parcela fue llamada sector A. Con posterioridad se fueron loteando otras partes de la estancia de José Augusto Yofre, estas secciones serían llamadas de la A a la G en función de su liberación para la venta.

## Las ampliaciones de 1936, 1939 y 1943
En el año 1936 el loteo se amplía incorporando el sector B comprendido entre las calles Las Malvinas al sur, Villacorta y Ocaña al norte Altolaguirre al oeste y Mesa y Castro y por el lado este. Posteriormente (posiblemente en 1939) se incorporaron 23 manzanas más en la sección C desde la calle Villacorta y Ocaña hasta Tadeo Dávila al norte. Finalmente y recién después de 1943 se lotearon las últimas 24 hectáreas del sector Norte o sección D que llegaba hasta el Canal Constitución, completando el actual Barrio Yofre Norte.

### La Sociedad Civil Barrio Yofre
Tras la muerte del fundador, acaecida en noviembre de 1940, las tierras del barrio fueron heredadas por sus hijos. Tiempo después, en diciembre de 1943 nace la Sociedad Civil Barrio Yofre conformada entre los hermanos Yofre como socios capitalistas (por cuanto aportaron el patrimonio de la sociedad) y por el Sr. Juan Ángel Meade como Socio Industrial encargado de la venta y administración del loteo. La representación social sería ejercida por el Dr. José Ignacio Yofre.

### Loteos anexos, loteos de las secciones E, F, G, H e I
Años más tarde se lotean las secciones E y F que pasarían a llamarse Yofre Sur, que fueron administradas bajo la “Sociedad Civil Ampliación Barrio Yofre”. También el señor Elías Justo Pastor del Corazón de Jesús Yofre que había heredado tierras de su padre Pío Elías (hermano de José Augusto Yofre) confió en Juan A. Meade para lotear estas tierras que conformarían la sección G y que hoy son parte de Yofre Sud entre las calles Cabo de Hornos y Franklin. Continuando con el parcelamiento de las tierras, en 1950 se lotea la sección H (Actual Yofre H).
Desde ahí hay un gran paréntesis a los loteos pertenecientes a la familia Yofre, hasta que en la década del 80 nace el loteo de la sección I (actualmente Yofre I) en terrenos que Eugenio Dipasquantonio había adquirido a los Yofre.

## Economía
Barrio Yofre Norte se ha convertido en un gran centro comercial en la última década y en particular la calle Altolaguirre, siendo polo de atracción para los vecinos de este y otros barrios aledaños.

## Educación
El barrio cuenta con un colegio estatal Escuela Mateo J. Luque y dos colegios privados, el Instituto Dr. Antonio Nores y el Instituto Sor María de la Paz y Figueroa.

### Medios de comunicación
Dispone de una publicación escrita Pueblo Yofre y una página web, el Periódico Pueblo Yofre http://www.puebloyofre.com.ar Archivado el 22 de febrero de 2014 en Wayback Machine. http://www.facebook.com/PeriodicoPuebloYofre
También posee una radio de frecuencia modulada, la FM Norte 95.7 ubicada en la calle
Domingo Echauri No 3291.

### Instituciones vecinales y clubes
El Centro Vecinal de Barrio Yofre Norte está ubicado en la calle Altolaguirre al 2100 entre José de Medeiros y Tomás de Archondo, el mismo es uno de los más grandes y activos de la ciudad de Córdoba y cuenta con la biblioteca Efraín U. Bischoff.

#### ONG
Tienen su sede en el barrio el Club del Trueque que funciona todos los domingos por la mañana en el Centro Vecinal y la ONG “La Casa de Todos y la Familia” localizada en un antiguo caserón en la calle Domingo Echauri y Héroes de Vilcapugio.

## Clubes
- Club de Bochas: nació el 20 de octubre de 1944 inicialmente en Av. Las Malvinas y Altolaguirre, luego se mudó a Ramón de Carassa 2843 (Ex. Juárez Celman 351).[22]
- Club Atlético Barrio Yofre (C.A.BY.) nació en 1933, no poseía sede social y su actividad estaba centrada en el fútbol. Posteriormente en 1942 un grupo de jóvenes fundó el actual C.A.B.Y en la calle Wilson entre Echauri y Gil Taboada y Lemos.[23]

- Los cuervos de la Salette: Club de Béisbol fundado en 1960.[24]

## Instituciones religiosas
En Yofre Norte se encuentra el templo de Nuestra Señora de la Salette construido en 1942 y que se ubica frente a la plaza Belgrano en la calle Altolaguirre al 2000 entre Altolaguirre entre Isasmendi y Villacorta y Ocaña. La parroquia cuenta con la casa parroquial y un salón que datan de 1945, así como un santuario conocido por los vecinos como El Calvario, que fue inaugurado en setiembre de 1949. Por último, la Congregación de los Misioneros de Nuestra Señora de la Salette cuenta con un Seminario ubicado en la calle en Mesa y Castro 2254.

## Infraestructura de servicios
El barrio Yofre Norte posee servicios públicos básicos como energía eléctrica, alumbrado, gas natural, agua potable, cloacas y teléfonos.

### Espacios Verdes
Cuenta con dos plazas: la plaza Belgrano (catastralmente denominada plaza Ministro Yofre) y una plazoleta ubicada en el extremo norte del barrio limitada por el Canal Constitución y las calles Rafael de Palencia, Homero y Héroes de Vilcapugio. Además hacia el sud existe un espacio parquizado entre la avenida las Malvinas y la avenida Bulnes.

## Lugares de interés

### Transporte Urbano de Pasajeros
Transitan por sus calles los colectivos de las líneas:
- Línea B60
- Línea 60
- Línea 62.
- Línea 63.
- Línea 65.
- Línea 66.